# 滕檳
滕檳（1456年—？），字秀之，雲南金齒衛（在今保山市）軍籍直隸鎮江府丹徒縣人，明朝政治人物。

## 生平
雲南鄉試第八名舉人。成化二十三年（1487年）中式丁未科會試第五十四名，二甲第二十七名進士。

## 家族
曾祖滕麒；祖父滕鏞；父滕清，母葉氏。具庆下。